# Charlie Kaufman
Charlie Kaufman (New York City, 19. studenog 1958.) je američki scenarist, redatelj i producent.

## Život i karijera
Charlie je odrastao u prosječnoj židovskoj obitelji i već je u mladosti pripremao razne predstave i kratke filmove kako bi zabavio roditelje i stariju sestru. U srednjoj školi je bio miran i povučen, ali solidan učenik. Bio je protivnik mainstreama, pa je puno vremena provodio u lokalnoj tv-postaji i bio je član dramske sekcije. Volio je braću Marx, Woodya Alena i Lennya Brucea Već u to vrijeme se pokazao kao talentiran glumac, pa se u školi i zajednici okušao u mnogim dramama kao što su Dr. Jekyll and Mr. Hyde, Play it Again, Sam, On A Clear Day, Up the Down Staircase. Nakon srednje škole krenuo je na Bostonsko sveučilište, ali mu se tamo nije svidjelo pa se premjestio na svuečilište u New Yorku gdje je studirao film. Tamo se sprijateljio s Paulom Prochom. S njim je dijelio sličan smisao za humor pa su zajedno pisali svoje prve scenarije, koje su objavljivali u časopisima za sitne novce. Nakon studija, Kaufman je živio u Minneapolisu radeći novinarske poslove za časopis Star Tribune. 

1991. godine Charlie je otišao u Los Angeles u pokušaju da pronađe neki perspektivniji posao u filmskoj industriji. Međutim, tijekom cijelog boravka u Los Angelesu nije uspio dogovoriti nijedan posao pa se odlučio vratiti u Minneapolis. Ipak se nije vratio jer ga je u zadnjim trenucima boravka u LA-u kontaktirao David Mirkin i rekao da mu se sviđaju njegovi scenariji i osigurao mu posao na tv-serijalu Get A Life!. Nakon toga je napisao još tridesetak epizoda raznih humorističnih serija.

Uz pisanje scenarija za televizijske serije, s vremenom se počeo baviti i pisanjem scenarija za dugometražne filmove. Prvi takav uradak mu je bio scenarij za film Biti John Malkovich. S obzirom na neobičnost radnje, neko vrijeme nitko se nije htio usuditi snimiti taj film. Scenarij je na kraju kupila kompanija u vlasništvu Michaela Stipea, a film je režirao Spike Jonze. Film je pozitivno prihvaćen na mnogim filmskim festivalima i prije nego što je krenuo u kino prikazivanja. Ubrzo nakon toga Charlie je napisao scenarije za tri filma: Ljudska priroda, Adaptacija i Ispovijedi opasnog uma. Ljudska priroda je film koji je dobio prosječne kritike, no s Adaptacijom je popravio rejting. U filmu Ispovijedi opasnog uma nije surađivao s redateljem Georgeom Clooneyem, a i originalna verzija scenarija je u filmu donekle izmijenjena, pa se to Charliju nije svidilo. Film je na kraju prosječno prihvaćen od strane publike.

2004. godine Charlie je napisao scenarij za film Vječni sjaj nepobjedivog uma, koji je ujedno i njegov naujspješniji uradak. Za taj scenarij je dobio i Oscara za najbolji originalni scenarij. Njegov zadnji uradak je film Sinegdoha, New York, što je ujedno i njegov redateljski prvijenac. 

## Filmovi

### Scenarist
- Biti John Malkovich (1999.)
- Ljudska priroda (2001.)
- Ispovijedi opasnog uma (2002.)
- Adaptacija (2002.)
- Vječni sjaj nepobjedivog uma (2004.)

### Redatelj i scenarist
- Sinegdoha, New York (2008.)

### Producent
- Biti John Malkovich (1999.)
- Ljudska priroda (2001.)
- Ispovijedi opasnog uma (2002.)
- Adaptacija (2002.)
- Vječni sjaj nepobjedivog uma (2004.)
- Sinegdoha, New York (2008.)